# Rhomborhina microcephala
Rhomborhina microcephala är en skalbaggsart som beskrevs av John Obadiah Westwood 1842. Rhomborhina microcephala ingår i släktet Rhomborhina och familjen Cetoniidae. Inga underarter finns listade i Catalogue of Life.